# Tuilerie Perrusson
Ne pas confondre avec la tuilerie Perrusson-Desfontaines située à Saint-Léger-sur-Dheune et la tuilerie Perrusson située en Charente.
La tuilerie Perrusson est une tuilerie située sur le territoire de la commune d'Écuisses dans le département français de Saône-et-Loire et la région Bourgogne-Franche-Comté. Fondée en 1860 par Jean-Marie Perrusson et active jusqu'en 1960, elle est spécialisée dans la fabrication de briques, carreaux en terre, carrelages en grès cérame vitrifiés mais aussi et surtout d'ornements en céramique. Les bâtiments industriels ont aujourd'hui disparu, et le principal vestige de l'activité consiste en la maison patronale, richement ornée, dite « villa Perrusson », véritable catalogue des modèles produits par l'entreprise.
La villa Perrusson et ses jardins sont intégrés à l'Écomusée du Creusot-Montceau, et sont aujourd'hui ouverts au public, après avoir bénéficié d'une importante campagne de restauration.
Outre la villa, divers bâtiments liés à l'activité de la tuilerie sont encore visibles : le bâtiment des bureaux vestiaire et conciergerie, les écuries, ainsi que la cité ouvrière dite "cité Perrusson" comprenant un ensemble de logements et de bâtiments initialement destinés à des activités commerciales (café, épicerie, boulangerie). L'ensemble de ces bâtiments, tous ornés avec les productions de l'usine, est inscrit au titre des monuments historiques. 
La société Perrusson s'inscrit dans le territoire industriel de la « vallée de la Céramique », organisé autour du canal du Centre et comprenant plusieurs autres sites de production de briques et tuiles, comme la briqueterie des Touillards-Vairet-Baudot de Ciry-le-Noble. La famille Perrusson exploite par ailleurs d'autres sites de production en Saône-et-Loire et ailleurs en France.

## Historique

### Tuilerie et villa Perrusson d'Écuisses
Initialement bateliers du canal du Centre, les Perrusson travaillent avec les entreprises industrielles de la région, dont les tuileries et briqueteries. En 1860, Jean-Marie Perrusson délaisse son activité initiale pour lancer son entreprise de céramique. À une production de briques s'ajoute la fabrication de tuiles en 1862. L'usine emploie jusqu'à 300 ouvriers en 1900.
La villa est construite en deux temps : un premier corps de logis est bâti en 1869, à l'initiative de M. Perrusson, avant qu'une extension ne soit produite entre 1890 et 1900 sous la forme d'une aile nord, décidée par M. Desfontaines, gendre Perrusson,. Les ornements architecturaux de la villa ont vocation à détailler l'ensemble des modèles commercialisés par la société Perrusson. L'architecte Tony Ferret travaille à l'édification de la maison.
Entre 1896 et 1904, la société bénéficie du talent du sculpteur Noël Ruffier, qui dirige le service des travaux d'art de l'entreprise.
En 1880, la société Perrusson prend le nom de Perrusson père et fils et Marius Desfontaines, avec l'arrivée à la direction du fils aîné de Jean-Marie, Jean-Baptiste Perrusson, et du gendre du premier, Marius Desfontaines. À la mort de Jean-Marie Perrusson, Jean-Baptiste reprend seul la direction de l'entreprise, puis partage cette responsabilité avec Gabriel Desfontaines, représentant de la troisième génération. Dans les années 1930, disparaissent François et Jean-Baptiste Perrusson, ainsi que Gabriel Desfontaines. André Perrusson, neveu de Jean-Baptiste, cède la direction de l'usine installée depuis 1871 à Sancoins, dans le Cher, pour devenir directeur général, tandis que Pierre, le fils de Gabriel, prend la direction de l'usine d'Écuisses.
La villa est conservée à la fermeture de l'usine en 1960 (la liquidation ayant été prononcée en 1959). Les bâtiments industriels sont supprimés, remplacés par les locaux d'une entreprise de récupération de métaux.
Elle fait l'objet d'une inscription au titre des monuments historiques depuis le 12 janvier 2001 pour la villa et d'une inscription le 7 juin 2007 pour les bâtiments dépendants de la villa. La commune d'Écuisses acquiert le pavillon Desfontaines en 1999. La villa est tout entière propriété de la Communauté urbaine Creusot Montceau depuis 2008. Après une restauration des extérieurs, ayant conduit à la refabrication de plusieurs pièces manquantes ou trop abîmées, les travaux concernent depuis 2019 les intérieurs.

## Description
La villa Perrusson comprend de très nombreux ornements : briques émaillées, briques en terre cuite moulée, tuiles émaillées, tuiles en terre cuite moulée, carreaux de céramique, cheminées en céramique, panneaux de céramique en terre cuite. L'édifice est bâti en moellons de calcaire. Les motifs décoratifs des carreaux de céramique reprennent des figures inspirées de la nature, rappelant l'Art nouveau. Les toitures associent tuiles mécaniques et tuiles en écaille polychromes vernissées. De nombreux ornements sont visibles à l'intérieur du bâtiment.
Les principaux ornements sont installés sur la façade donnant sur la voie ferrée reliant Nevers à Chagny par Montchanin, de manière à apparaître aux usagers du train, clients potentiels, réaffirmant la vocation « publicitaire » de la villa.
La propriété comprend des dépendances, à savoir une orangerie dont le sol est également carrelé de céramique, un poulailler-pigeonnier, en mauvais état, une serre, détruite, et des écuries, aujourd'hui comprises hors de la propriété,. Elle est entourée d'un mur en tuiles.

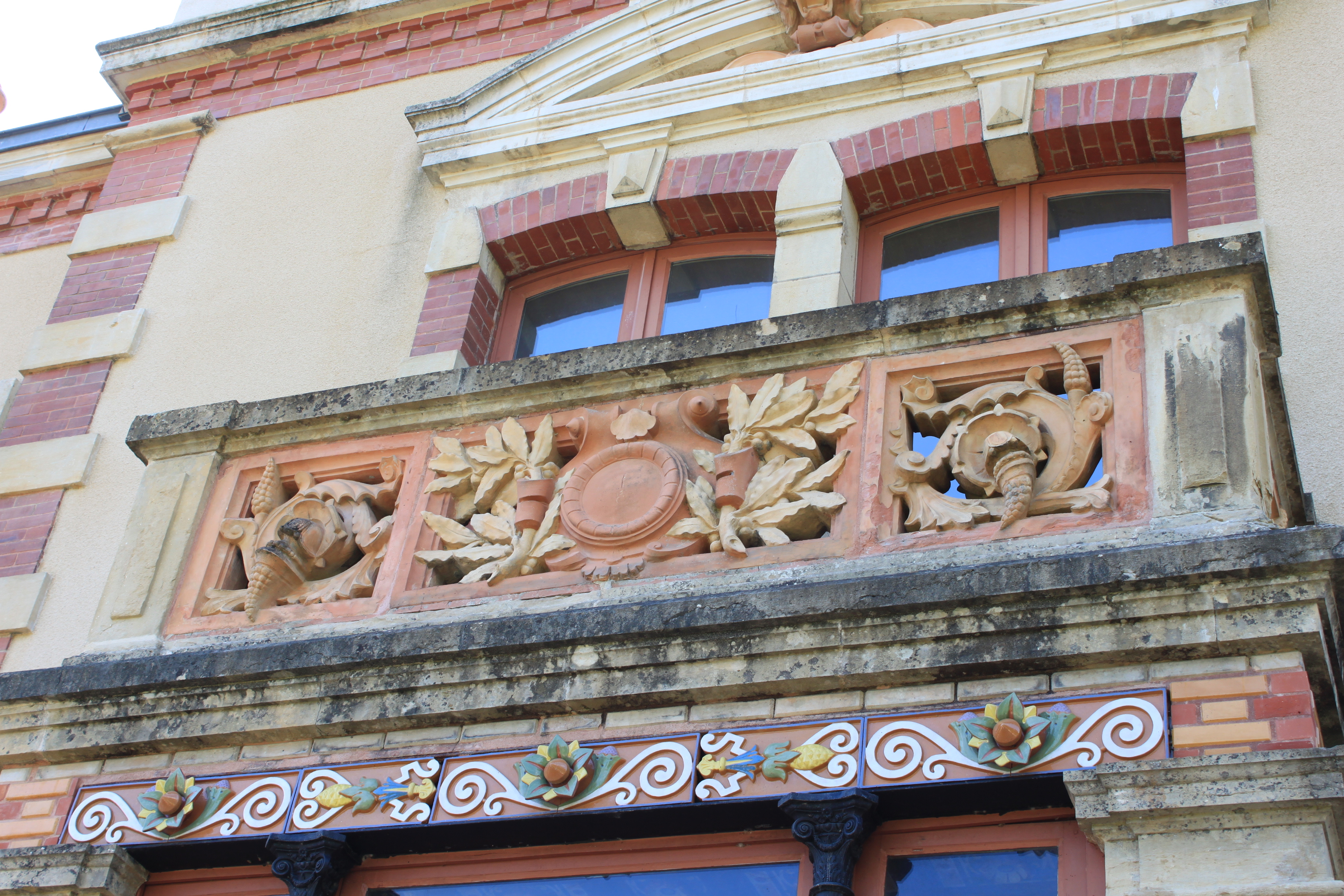
Décors de céramique des balustrades.
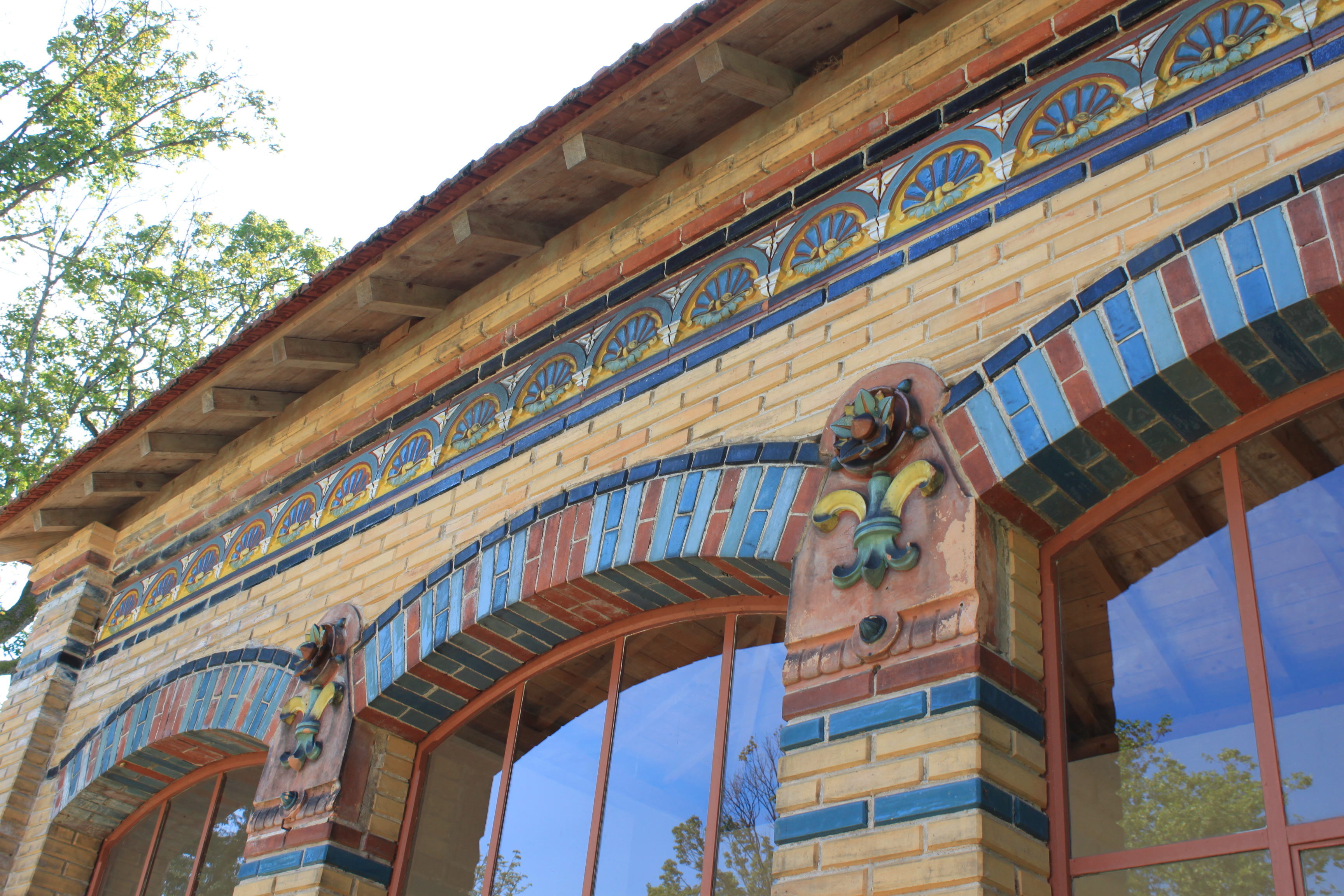
Orangerie (détail).
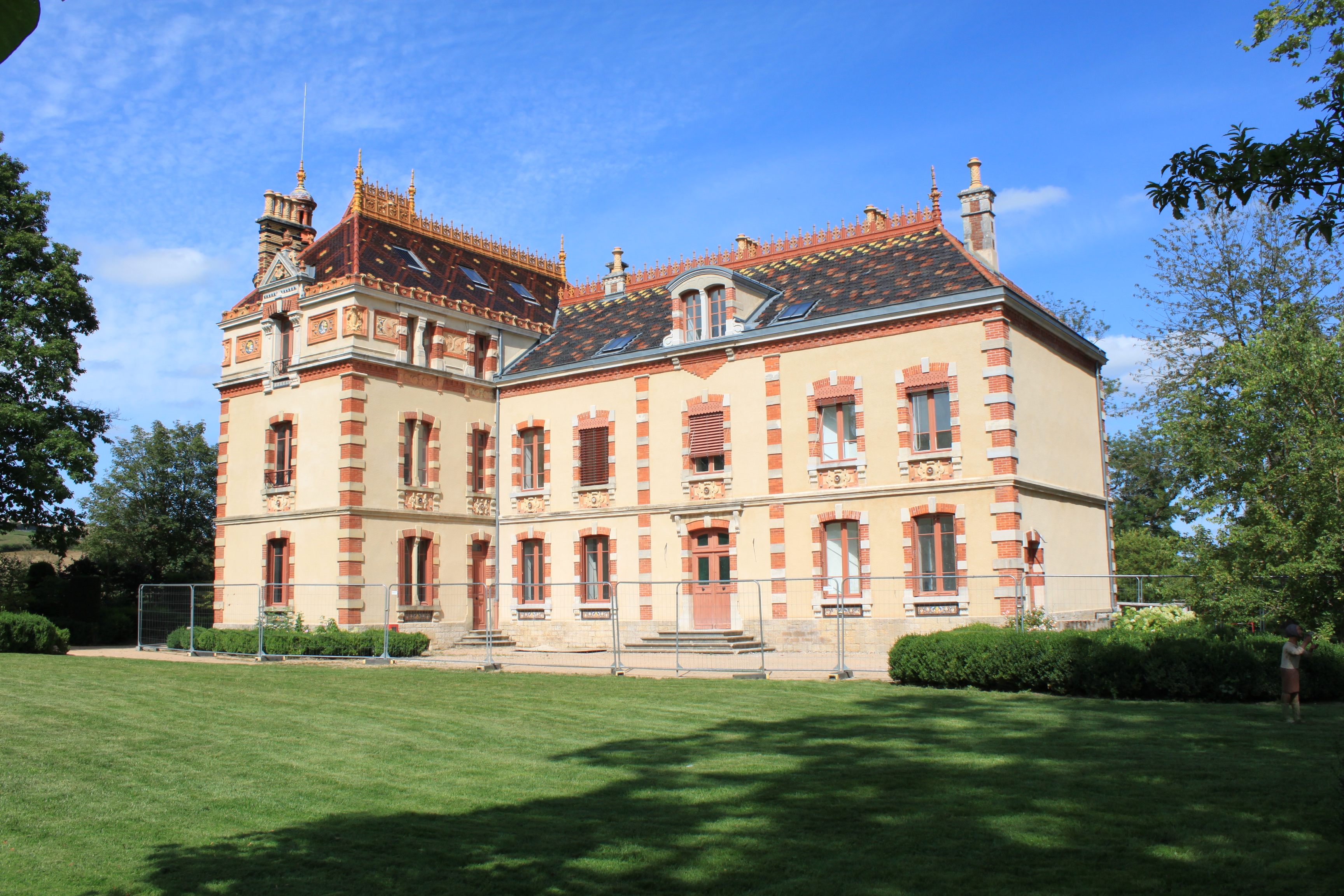
Façade ouest.
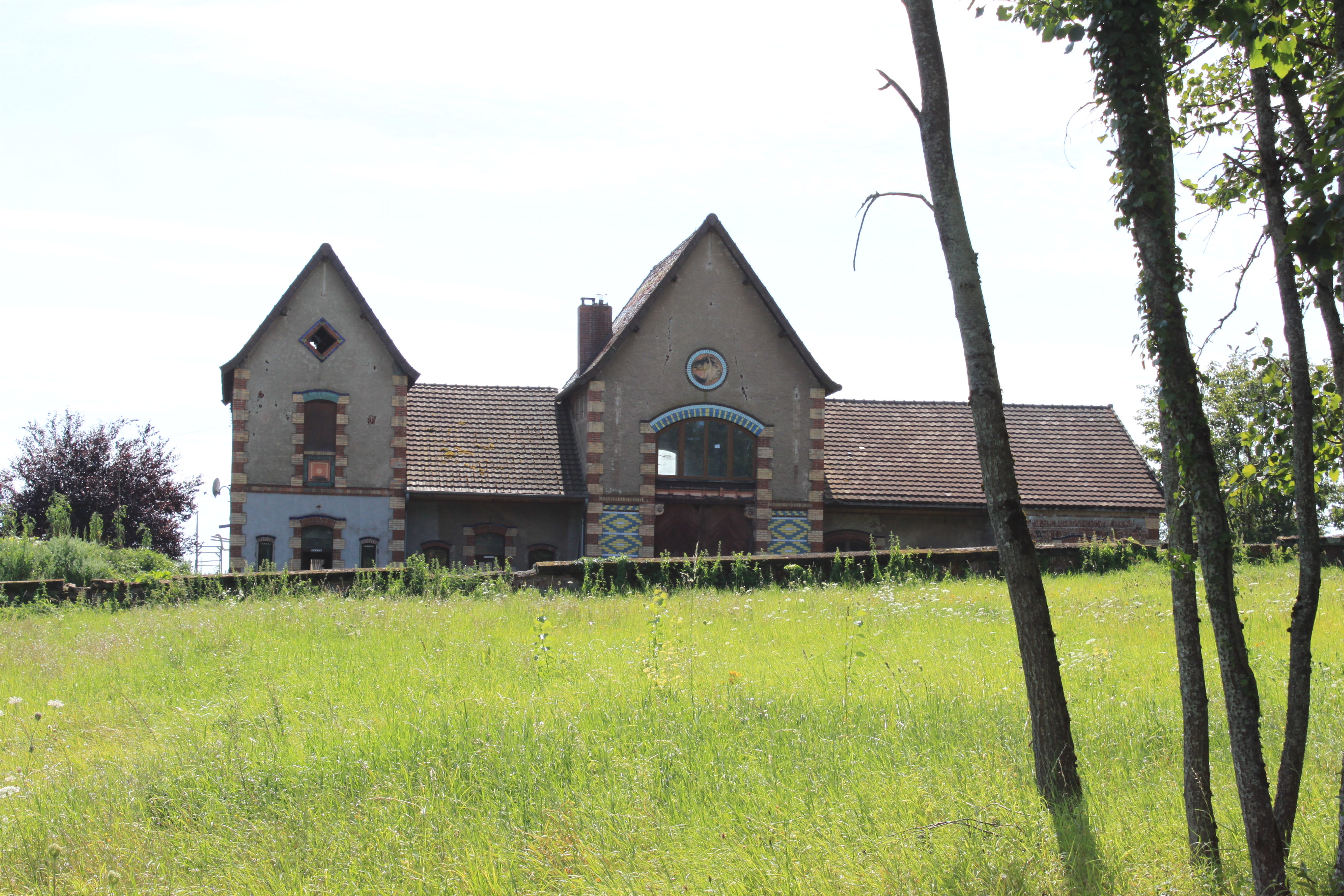
Vue des écuries.

## Autres implantations

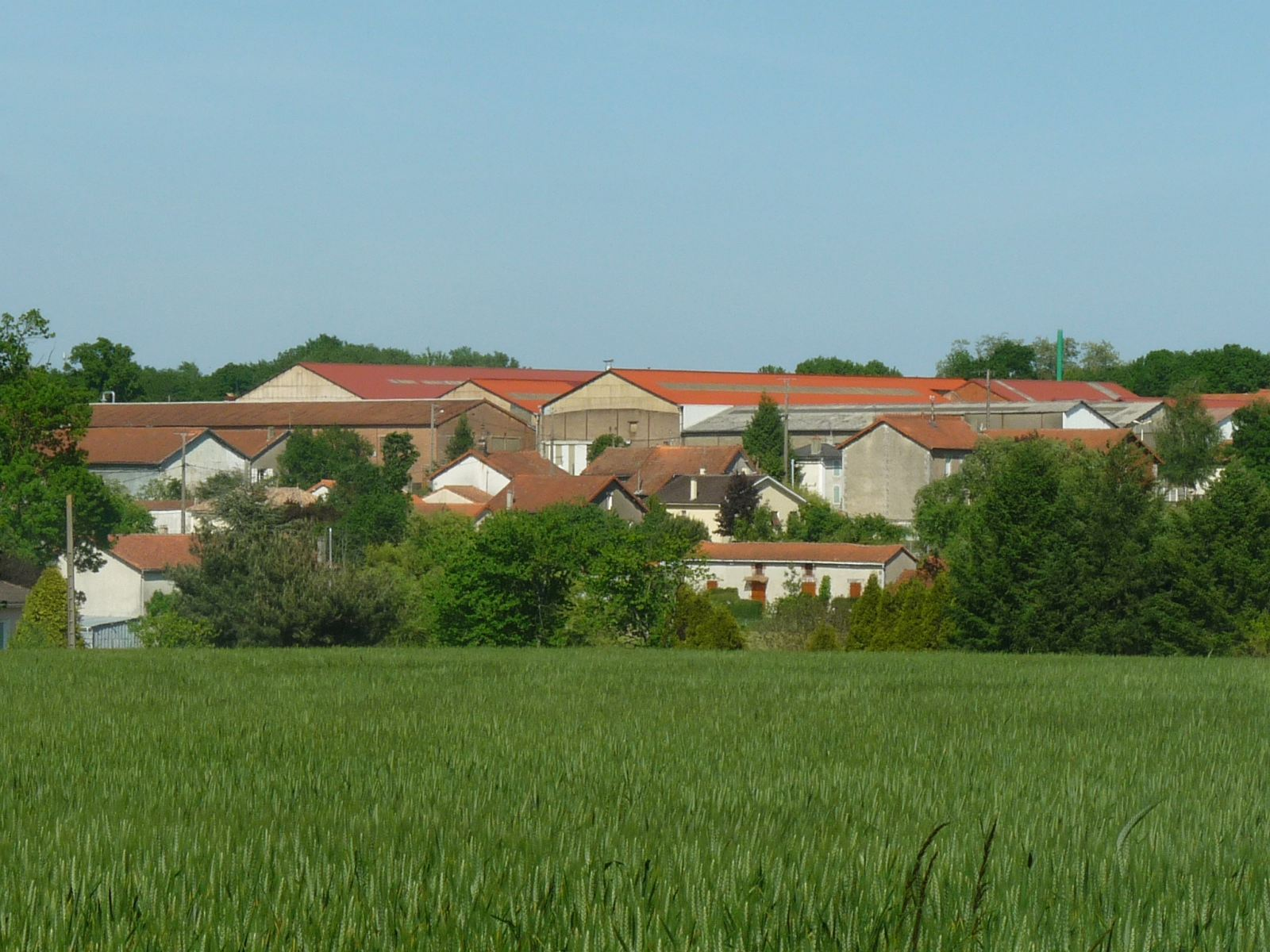
Vue de l'ancienne tuilerie Perrusson de Fontafie, en Charente.

À Écuisses, au lieu-dit du Rompey, à 300 mètres environ de l'usine, face à l'écluse n°IX du canal, les Perrusson font aussi édifier une cité ouvrière entre 1885 et 1900, laquelle comprend 13 bâtiments réunissant 28 logements. Une extension est effectuée dans les années 1930. La cité ouvrière comprend initialement une épicerie-boulangerie.
Jean-Marie Perrusson possède également une autre usine à Saint-Léger-sur-Dheune, active de 1866 à 1956. En 1871, Jean-Marie Perrusson ajoute une usine à Sancoins, dans le Cher, que son fils François dirige à partir de 1882. En 1878, les Perrusson construisent une autre fabrique à Fontafie, en Charente, près de l'importante cité tuilière de Roumazières-Loubert, et dont l'activité perdure jusqu'en 1988,.

## Valorisation
Plusieurs documents d'archives de l'entreprise, dont des catalogues, acquis par l'Écomusée du Creusot-Montceau entre 1999 et 2011, sont accessibles sous forme numérisée sur le portail Archives Numériques et Données de la Recherche (PANDOR) de la MSH de Dijon.
Des visites guidées de la propriété sont proposées par l'Écomusée.
Le parc de la villa accueille depuis 2016 des expositions liées à l'art contemporain dans la céramique. Des artistes comme Agnès Debizet ou Frédérique Fleury y ont participé.
Depuis l'acquisition par la Communauté urbaine de la villa en 2008 et l'intégration à l'Écomusée du Creusot-Montceau, plusieurs campagnes de travaux ont permis de revaloriser la qualité du parc et de l'architecture du domaine. À l'occasion des Journées européennes du patrimoine 2022, une partie des intérieurs de la villa ont été réhabilités et ouverts aux visiteurs,.